# Каркас кавказский
Карка́с кавка́зский (лат. Céltis caucásica) — вид древесных растений рода Каркас (Celtis) семейства Коноплёвые (Cannabaceae).
По сведениям The Plant List на 2013 год, название Celtis caucasica Willd. является синонимом действительного названия Celtis australis subsp. caucasica (Willd.) C.C.Towns.

## Ботаническое описание
Дерево или кустарник высотой 4—7 (редко до 12) м, с гладкой, серой корой. Молодые веточки бурые или красновато-бурые.
Почки сплюснутые, острые. Листья очерёдные яйцевидные, длиной 4—10 см, шириной 2,5—5 см, кожистые, с коротко заострённой верхушкой, острозубчатые или остро-загнуто-пильчатые, с округлым или клиновидным неравнобоким основанием, тёмно-сизо-зелёные, жесткие, сверху шершавые, снизу опушённые, на черешках длиной 2—5 мм, с чётко выступающими жилками.
Цветки с невзрачным пятичленным околоцветником, четырьмя тычинками и верхней завязью с двойным рыльцем. Кроме обоеполых цветков, расположенных по одному—два в пазухах листьев в верхней части побегов, у основания побегов имеются пучки мужских цветков.
Плоды — шаровидные костянки до 1 см в поперечнике, красновато-жёлтые, коричневатые или совсем тёмные, почти синие с сизоватым налётом, с мясистой сладковатой мякотью. Косточка сверху слегка сплюснутая, слабо морщинистая.

### Биологические особенности
Цветение в марте — мае. Плодоношение в сентябре — октябре. Листья осенью краснеют.
Светолюбивое и засухоустойчивое растение. Растёт медленно. Начинает плодоносить с 10—20 лет. Живет до 500 лет. Размножается семенами и корневыми отпрысками.
Имеет хорошо развитую корневую систему. В жаркое время листья скручиваются, что уменьшает транспирацию.

## Распространение и среда обитания
Ареал вида охватывает Кавказ и горные районы Центральной Азии, встречается также в Афганистане, Пакистане, Иране, Ираке и Турции.
Произрастает по сухим каменистым обрывам гор, по скалам, в ущельях; образует редколесья в расщелинах скал, на обнажениях известняков, преимущественно в нижнем поясе гор (на Кавказе поднимается до 1000 м, в Средней Азии до 1500 м над уровнем моря).

## Химический состав
В свежих молодых листьях содержится (в %): азотистых веществ 6,3, жира 0,15, углеводов 16,7; в плодах содержится (в %): 39,4 сахаров; косточка содержит 67,1 % жира; жмыхи 12 % белка. Высушенные листья содержат: воды 12 % и (от абсолютно сухого вещества в %): золы 17,8, протеина 14,0, жира 5,5, клетчатки 11,9, БЭВ 50,8.

## Хозяйственное значение и применение
Плоды обладают приятным вкусом. Их употребляют в пищу свежими или подсушивают, размалывают вместе с косточкой и из муки варят особую кашу «пришми», отличающуюся высокой питательностью, и лепёшки. В Армении ради плодов каркас разводили на приусадебных участках. В плодах до 15 % жирного масла, напоминающего миндальное. Иногда его отжимают для пищевых и лечебных целей.
Дерево ценится как особо засухоустойчивая порода, употребляется в горном лесоразведении и при укреплении склонов и осыпей. Насаждения каркаса играют важную противоэрозионную роль.
Древесина очень твёрдая, упругая и прочная, поэтому каркас называют «железным» или «каменным деревом». Древесину используют на различные хозяйственные нужды и столярные поделки, но из-за небольших размеров дерева она не имеет серьёзного промыслового значения.
По составу листья каркаса кавказского можно причислить к кормам высокого качества. Листьями кормят домашний скот, иногда ими вскармливают шелковичных червей.
Кора содержит 8—12 % танинов, использовалась в кустарном дубильном производстве и для окраски тканей.

## Таксономия
Вид Каркас кавказский входит в род Каркас (Celtis) семейства Коноплёвые (Cannabaceae) порядка Розоцветные (Rosales).
|  |                                      |  |                                                             |                                                             |                      |  | ещё 8 семейств (согласно Системе APG II) | ещё 8 семейств (согласно Системе APG II) |                       |  |  |  | ещё около 70 видов |
|  |                                      |  |                                                             |                                                             |                      |  | ещё 8 семейств (согласно Системе APG II) | ещё 8 семейств (согласно Системе APG II) |                       |  |  |  | ещё около 70 видов |
|  |                                      |  |                                                             | порядок Розоцветные                                         |                      |  |                                          |                                          | род Каркас            |  |  |  |                    |
|  |                                      |  |                                                             | порядок Розоцветные                                         |                      |  |                                          |                                          | род Каркас            |  |  |  |                    |
|  | отдел Цветковые, или Покрытосеменные |  |                                                             |                                                             | семейство Коноплёвые |  |                                          |                                          | вид Каркас кавказский |  |  |  |                    |
|  | отдел Цветковые, или Покрытосеменные |  |                                                             |                                                             | семейство Коноплёвые |  |                                          |                                          |                       |  |  |  |                    |
|  |                                      |  | ещё 44 порядка цветковых растений (согласно Системе APG II) | ещё 44 порядка цветковых растений (согласно Системе APG II) |                      |  |                                          | ещё 9 родов                              | ещё 9 родов           |  |  |  |                    |
|  |                                      |  |                                                             | ещё 44 порядка цветковых растений (согласно Системе APG II) |                      |  |                                          |                                          | ещё 9 родов           |  |  |  |                    |